# THE BEST OF LOVE
「THE BEST OF LOVE」（ザ・ベスト・オブ・ラヴ）は、1986年5月5日に発売された角松敏生通算9作目のシングル。

## 解説
表題曲「THE BEST OF LOVE」はアルバム『TOUCH AND GO』からの先行シングル。アルバム収録に際し、再レコーディングされた。また、1992年発売のシングル「THE LOST LOVE」には、1991年12月20日新宿厚生年金会館にて行われたライブから、同曲のライブ・ヴァージョンが収録された。
「YOU'RE NOT MY GIRL」はシングル「NO END SUMMER」のカップリング収録曲のリミックス・ヴァージョン。後にベスト・アルバム『1981-1987』ではリテイクに際し、“POWERFUL REMIX”での友成好宏のシンセ・ソロが間奏に使われた。

## 収録曲

### Side A
1. THE BEST OF LOVE
角松敏生 作詞 · 作曲 · 編曲 ⁄ 数原晋 ブラス編曲

### Side B
1. YOU'RE NOT MY GIRL (POWERFUL REMIX)
角松敏生 作詞 · 作曲 · 編曲

## クレジット
- 担当ディレクター：岡村右